# Лавака (округ, Техас)
Шаблон:StateAbbr_ 29°23′ пн. ш. 96°56′ зх. д. / 29.38° пн. ш. 96.94° зх. д.
Округ  Лавака (англ. Lavaca County) — округ (графство) у штаті  Техас, США. Ідентифікатор округу 48285.

## Історія
Округ утворений 1846 року.

## Демографія
За даними перепису 2000 року загальне населення округу становило 19210 осіб, зокрема міського населення було 3608, а сільського — 15602. Серед мешканців округу чоловіків було 9263, а жінок — 9947. В окрузі було 7669 домогосподарств, 5389 родин, які мешкали в 9657 будинках. Середній розмір родини становив 2,98.
Віковий розподіл населення поданий у таблиці:
| Стать    | До 15 років | 15-21 | 22-29 | 30-39 | 40-49 | 50-65 | 65-85 | Понад 85 |
| -------- | ----------- | ----- | ----- | ----- | ----- | ----- | ----- | -------- |
| Чоловіки | 1931        | 934   | 655   | 1133  | 1364  | 1558  | 1473  | 215      |
| Жінки    | 1788        | 843   | 659   | 1159  | 1362  | 1630  | 2016  | 490      |

## Суміжні округи
- Файєтт — північ
- Колорадо — північний схід
- Джексон — південний схід
- Вікторія — південь
- Девітт — південний захід
- Ґонсалес — північний захід

## Виноски
1. ↑  U.S. Decennial Census. United States Census Bureau. Архів оригіналу за 19 липня 2018. Процитовано 3 травня 2015.
2. ↑  Texas Almanac: Population History of Counties from 1850–2010 (PDF). Texas Almanac. Архів оригіналу (PDF) за 26 лютого 2015. Процитовано 3 травня 2015.
3. ↑  State & County QuickFacts. United States Census Bureau. Архів оригіналу за 18 жовтня 2011. Процитовано 19 грудня 2013.(англ.) Наведено за англійською вікіпедією.
4. ↑  American FactFinder. Бюро перепису населення США. Архів оригіналу за 20 березня 2010. Процитовано 31 січня 2008.

| США | Це незавершена стаття з географії США. Ви можете допомогти проєкту, виправивши або дописавши її. |